# Campeonato Europeo de Piragüismo en Aguas Tranquilas de 2018
El XX Campeonato Europeo de Piragüismo en Aguas Tranquilas se celebró en Belgrado (Serbia) entre el 8 y el 10 de junio de 2018 bajo la organización de la Asociación Europea de Piragüismo (ECA) y la Federación Serbia de Piragüismo.
Las competiciones se realizaron en el canal de piragüismo ubicado en el lago Sava, un entrante del río homónimo, enfrente de la isla conocida como Ada Ciganlija.

## Medallistas

### Masculino
| Evento            | Oro                                                                                           | Plata                                                                                      | Bronce                                                                                         |
| ----------------- | --------------------------------------------------------------------------------------------- | ------------------------------------------------------------------------------------------ | ---------------------------------------------------------------------------------------------- |
| K1 200 m (10.06)  | Carlos Garrote · España · 34,655 s                                                            | Artūras Seja · Lituania · 34,783 s                                                         | Marko Dragosavljević Serbia 34,801 s                                                           |
| K2 200 m (10.06)  | Saúl Craviotto · Cristian Toro · España · 31,250                                              | Nebojša Grujić Marko Novaković Serbia 31,388                                               | Márk Balaska · Balázs Birkás · Hungría · 31,600                                                |
| K1 500 m (10.06)  | Josef Dostál · República Checa · 1:36,398                                                     | Oleh Kujaryk · Ucrania · 1:37,333                                                          | Fernando Pimenta Portugal 1:37,393                                                             |
| K2 500 m (10.06)  | Milán Mozgi · Tamás Somorácz · Hungría · 1:27,500                                             | Marcus Walz · Rodrigo Germade · España Yuri Postrigai · Vasili Pogreban · Rusia · 1:27,630 | —                                                                                              |
| K4 500 m (10.06)  | Saúl Craviotto · Marcus Walz · Cristian Toro · Rodrigo Germade · España · 1:18,559            | Max Rendschmidt · Tom Liebscher · Ronald Rauhe · Max Lemke · Alemania · 1:18,573           | Sándor Tótka · Miklós Dudás · Péter Molnár · István Kuli · Hungría · 1:19,939                  |
| K1 1000 m (09.06) | Fernando Pimenta Portugal 3:29,200                                                            | Bálint Kopasz · Hungría · 3:29,480                                                         | Max Rendschmidt · Alemania · 3:31,520                                                          |
| K2 1000 m (09.06) | Marko Tomićević Milenko Zorić Serbia 3:04,940                                                 | Max Hoff · Marcus Groß · Alemania · 3:06,206                                               | Francisco Cubelos · Íñigo Peña · España · 3:06,750                                             |
| K4 1000 m (09.06) | Kiryl Nikitsin · Vitali Bialko · Ilia Fedarenka · Raman Piatrushenka · Bielorrusia · 2:48,841 | Samuel Baláž · Gábor Jakubík · Milan Fraňa · Tibor Linka · Eslovaquia · 2:49,491           | Javier Hernanz · Aitor Gorrotxategi · Pelayo Roza · Rubén Millán · España · 2:49,701           |
| K1 5000 m (10.06) | Max Hoff · Alemania · 20:27,960                                                               | Fernando Pimenta Portugal 20:38,790                                                        | Eivind Vold · Noruega · 20:50,610                                                              |
| C1 200 m (10.06)  | Zaza Nadiradze Georgia 39,200                                                                 | Ivan Shtyl · Rusia · 39,224                                                                | Artsiom Kozyr · Bielorrusia · 39,468                                                           |
| C2 200 m (10.06)  | Alexandr Kovalenko · Ivan Shtyl · Rusia · 35,919                                              | Hleb Saladuja · Dzianis Majlai · Bielorrusia · 36,139                                      | Arsen Śliwiński · Michał Łubniewski · Polonia · 36,475                                         |
| C1 500 m (10.06)  | Martin Fuksa · República Checa · 1:47,404                                                     | Sebastian Brendel · Alemania · 1:47,659                                                    | Oleg Tarnovschi Moldavia 1:48,454                                                              |
| C2 500 m (10.06)  | Leonid Carp · Victor Mihalachi · Rumania · 1:38,165                                           | Pavel Petrov · Mijail Pavlov · Rusia · 1:38,945                                            | Dmytro Yanchuk · Taras Mishchuk · Ucrania · 1:38,985                                           |
| C4 500 m (09.06)  | Pavel Petrov · Viktor Melantiev · Mijail Pavlov · Ivan Shtyl · Rusia · 1:29,155               | Yuri Vandiuk · Oleh Borovyk · Andri Rybachok · Olexandr Sivkov · Ucrania · 1:30,941        | Wiktor Głazunow · Michał Łubniewski · Arsen Śliwiński · Marcin Grzybowski · Polonia · 1:31,008 |
| C1 1000 m (09.06) | Martin Fuksa · República Checa · 3:46,723                                                     | Sebastian Brendel · Alemania · 3:46,810                                                    | Carlo Tacchini · Italia · 3:51,916                                                             |
| C2 1000 m (09.06) | Yul Oeltze · Peter Kretschmer · Alemania · 3:25,041                                           | Leonid Carp · Victor Mihalachi · Rumania · 3:25,481                                        | Sergio Vallejo · Adrián Sieiro · España · 3:27,414                                             |
| C1 5000 m (10.06) | Sebastian Brendel · Alemania · 22:51,010                                                      | Kiril Shamshurin · Rusia · 23:06,650                                                       | Carlo Tacchini · Italia · 23:11,350                                                            |

### Femenino
| Evento            | Oro                                                                              | Plata                                                                                         | Bronce                                                                                             |
| ----------------- | -------------------------------------------------------------------------------- | --------------------------------------------------------------------------------------------- | -------------------------------------------------------------------------------------------------- |
| K1 200 m (10.06)  | Marta Walczykiewicz · Polonia · 39,697 s                                         | Danuta Kozák · Hungría · 40,023 s                                                             | Emma Jørgensen Dinamarca 40,199 s                                                                  |
| K2 200 m (10.06)  | Teresa Portela Joana Vasconcelos Portugal 37,055                                 | Natalia Podolskaya · Vera Sobetova · Rusia · 37,083                                           | Dominika Włodarczyk · Katarzyna Kołodziejczyk · Polonia · 37,147                                   |
| K1 500 m (10.06)  | Danuta Kozák · Hungría · 1:47,742                                                | Volha Judzenka · Bielorrusia · 1:48,762                                                       | Anna Puławska · Polonia · 1:50,518                                                                 |
| K2 500 m (10.06)  | Manon Hostens Sarah Guyot Francia 1:39,257                                       | Erika Medveczky · Tamara Csipes · Hungría · 1:39,447                                          | Hermien Peters · Lize Broekx · Bélgica · Jasmin Fritz · Steffi Kriegerstein · Alemania · 1:40,412  |
| K4 500 m (09.06)  | Anna Kárász · Erika Medveczky · Danuta Kozák · Dóra Bodonyi · Hungría · 1:28,933 | Alina Svita · Nadzeya Liapeshka · Maryna Litvinchuk · Volha Judzenka · Bielorrusia · 1:30,067 | Kira Stepanova · Vera Sobetova · Svetlana Chernigovskaya · Anastasiya Panchenko · Rusia · 1:30,553 |
| K1 1000 m (09.06) | Nina Krankemann · Alemania · 3:57,229                                            | Tamara Takács · Hungría · 3:57,355                                                            | Karin Johansson · Suecia · 4:02,645                                                                |
| K2 1000 m (09.06) | Justyna Iskrzycka · Paulina Paszek · Polonia · 3:31,645                          | Sarah Brüßler · Melanie Gebhardt · Alemania · 3:31,915                                        | Noémi Pupp · Tamara Csipes · Hungría · 3:36,271                                                    |
| K1 5000 m (10.06) | Tamara Takács · Hungría · 22:58,560                                              | Sarah Troël Francia 23:27,440                                                                 | Hermien Peters · Bélgica · 23:31,700                                                               |
| C1 200 m (10.06)  | Olesia Romasenko · Rusia · 45,726                                                | Dorota Borowska · Polonia · 46,222                                                            | Virág Balla · Hungría · 46,470                                                                     |
| C2 200 m (10.06)  | Virág Balla · Kincső Takács · Hungría · 42,730                                   | Alena Nazdrova · Kamila Bobr · Bielorrusia · 43,247                                           | Irina Andreyeva · Olesia Romasenko · Rusia · 43,374                                                |
| C1 500 m (09.06)  | Alena Nazdrova · Bielorrusia · 2:03,053                                          | Xeniya Kurach · Rusia · 2:05,013                                                              | Liudmyla Luzan · Ucrania · 2:07,173                                                                |
| C2 500 m (10.06)  | Virág Balla · Kincső Takács · Hungría · 1:55,678                                 | Nadzeya Makarchanka · Volha Klimava · Bielorrusia · 1:56,238                                  | Irina Andreyeva · Olesia Romasenko · Rusia · 1:56,987                                              |
| C1 5000 m (10.06) | Volha Klimava · Bielorrusia · 25:58,260                                          | Zsanett Lakatos · Hungría · 26:49,770                                                         | Liudmyla Babak · Ucrania · 27:02,130                                                               |

## Medallero
| Núm. | País            | Oro | Plata | Bronce | Total |
| ---- | --------------- | --- | ----- | ------ | ----- |
| 1    | Hungría         | 6   | 5     | 4      | 15    |
| 2    | Alemania        | 4   | 5     | 2      | 11    |
| 3    | Rusia           | 3   | 6     | 3      | 12    |
| 4    | Bielorrusia     | 3   | 5     | 1      | 9     |
| 5    | España          | 3   | 1     | 3      | 7     |
| 6    | República Checa | 3   | 0     | 0      | 3     |
| 7    | Polonia         | 2   | 1     | 4      | 7     |
| 8    | Portugal        | 2   | 1     | 1      | 4     |
| 9    | Serbia          | 1   | 1     | 1      | 3     |
| 10   | Francia         | 1   | 1     | 0      | 2     |
| 10   | Rumania         | 1   | 1     | 0      | 2     |
| 12   | Georgia         | 1   | 0     | 0      | 1     |
| 13   | Ucrania         | 0   | 2     | 3      | 5     |
| 14   | Eslovaquia      | 0   | 1     | 0      | 1     |
| 14   | Lituania        | 0   | 1     | 0      | 1     |
| 16   | Bélgica         | 0   | 0     | 2      | 2     |
| 16   | Italia          | 0   | 0     | 2      | 2     |
| 18   | Dinamarca       | 0   | 0     | 1      | 1     |
| 18   | Moldavia        | 0   | 0     | 1      | 1     |
| 18   | Noruega         | 0   | 0     | 1      | 1     |
| 18   | Suecia          | 0   | 0     | 1      | 1     |
|      | TOTAL           | 30  | 31    | 30     | 91    |